# Данькевич, Иван Петрович
Иван Петрович Данькевич (укр. Іван Петрович Данькевич; род. 16 января 1952 года) — украинский политик и государственный деятель. Министр транспорта Украины (1995—1997, 1998—1999). И.о. председателя Киевского горисполкома и и.о. Представителя Президента Украины в городе Киеве (1992). Народный депутат Украины I созыва (1990—1994).

## Биография
Родился 16 января 1952 года в селе Петровка.
Окончил Киевский техникум радиоэлектроники (1967—1971) по специальности «Электронно-вычислительные машины, приборы и оборудование», после чего работал лаборантом.
В 1968—1971 — заведующий лабораторией автоматики при Киевском техникуме радиоэлектроники.
После службы в рядах Военно-морского флота (1971—1974, в/ч 09990-Р) с 1975 по 1980 год — работал инженером, старшим мастером, а с 1979 года начальником технологического бюро и заместителем начальника цеха ПО «Квант». В 1980 году окончил радиофизический факультет Киевского государственного университета имени Тараса Шевченко.
С 1981 года на должности заведующего промышленно-транспортного отдела Минского районного комитета Коммунистической партии Украины в Киеве, в 1985 году стал первым заместителем председателя Минского райисполкома. В 1987 году стал вторым секретарём Минского райкома. Окончил Высшую партийную школу при ЦК КПУ (1988 год). С 1990 года — на должности председателя райсовета и исполкома Харьковского райсовета Киева.
Народный депутат Верховной Рады Украины I созыва (1990—1994). Депутат Киевского городского совета (1990—1994, 2002—2006). 3 марта 1992 года на сессии Киевсовета стал и. о. председателя исполкома Киевского горсовета, занимал эту должность до 20 марта.
В апреле 1992 года стал заместителем председателя Киевской городской государственной администрации (КГГА) по проблемам городского хозяйства и глава департамента энергетики, транспорта и связи КГГА. В апреле 1993 года исполнял обязанности представителя президента Украины в Киеве и главы КГГА. С июля по ноябрь 1993 года — первый заместитель председателя КГГА по вопросам развития территорий.
С сентября 1994 по июль 1995 года — заместитель министра Кабинета министров Украины.
С 3 июля 1995 год по 7 мая 1997 года и с 7 августа 1998 года по 5 октября 1999 года — министр транспорта Украины.
С август 1997 года по январь 1998 года — советник председателя правления АБ «Брокбизнесбанк».
С ноября 1999 — советник президента, корпорация «Укрвнешинтур».
С апреля 2001 года — заместитель председателя КГГА по вопросам жилищно-коммунального хозяйства, с сентября 2001 года — начальник Главного управления транспорта КГГА.
С апреля 2004 года по май 2006 года — заместитель председателя, начальник Главного управления по вопросам взаимодействия со средствами массовой информации и связей с общественностью КГГА.
С мая по июль 2006 — заместитель председателя, с июля 2006 по апрель 2007 года— первый заместитель председателя Национального агентства Украины по вопросам обеспечения эффективного использования энергетических ресурсов.
Был главой киевской областной организации партии Трудовая Украина.

## Награды
- Орден «За заслуги» III степени (08.1999), II степени (01.2005).
- Командор ордена Великого князя Литовского Гядиминаса (Литва, 4 ноября 1998 года)[1]
- Заслуженный работник транспорта Украины (08.2001).